# 얼음왕국: 북극의 여름 이야기
《얼음왕국: 북극의 여름 이야기》(프랑스어: La Planète blanche)는 2006년에 공개된 북극에 대한 다큐멘터리 영화이다.

## 출연

### 주연
- 장-루이 에티엔